# Thomas Hanreich

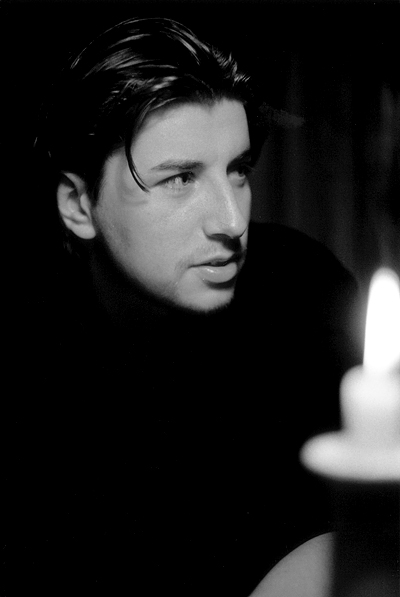
Thomas Hanreich

Thomas Hanreich (* 25. April 1972 in Salzgitter-Bad, Niedersachsen) ist ein deutscher Popsänger, Gitarrist und Songwriter. Er war der Sänger der Band Vivid und arbeitet seit 2003 auch als Solokünstler unter dem Pseudonym thom.

## Leben
Am 27. März 2003 heiratete Thomas Hanreich in Las Vegas die Moderatorin Miriam Pielhau (1975–2016), mit der er seit Mai 2012 auch eine gemeinsame Tochter hat. Am 23. Juni 2013 wurde bekannt, dass sich das Paar getrennt hatte.

### Musikalische Karriere
1991 gründete er zusammen mit drei Freunden die Rockband Vivid. Als Sänger nahm er mit der Band drei Platten auf und gewann mit ihr 1998 den Nachwuchs-Echo. 2003 erschien unter dem Namen thom. sein erstes Soloalbum Gods & Monsters, das er selbst schrieb, produzierte und vertonte. Der auf dem 2004 erschienenen Album Istory enthaltene Song Principle of Joy (zu Deutsch: „Prinzip der Freude“) wurde von BMW als Titelmusik für die große Werbekampagne der 1er-Serie verwendet – bis heute schreibt er Musik für Werbespots. Unter anderem arbeitete er für Ferrero, MAN, E.ON und AMEX.
Hanreich wandte sich in der Folge auch mehr und mehr der Filmmusik zu. So schrieb er den Soundtrack zu Wim Wenders’ Film Land of Plenty. Mit Wenders arbeitete er seither an mehreren Kurzfilmen und Werbefilmen. In Palermo Shooting ist er mit zwei Songs vertreten; Beds in the East ist auch auf dem Soundtrack enthalten. Wim Wenders’ Film Land of Plenty brachte thom. eine Teilnahme am Filmfestival in Venedig. Der Kurzfilm War in Peace (2007), ebenfalls mit Wenders als Regisseur, führte zu einer Einladung beim Filmfestival in Cannes. Die Zusammenarbeit mit Wenders setzte Hanreich beim Tanzfilm Pina fort.
Auch andere Regisseure arbeiteten mit Hanreich zusammen. 2006 schrieb er den Titelsong der Komödie Reine Formsache von Ralf Huettner. Am 18. April 2008 erschien die neue „thom.“-Single The One als Titelsong zum Kinofilm Sommer mit Jimi Blue Ochsenknecht. 2011 war Hanreich an der Joschka-Fischer-Dokumentation Joschka und Herr Fischer von Pepe Danquart beteiligt, für deren Soundtrack er mit dem Reamonn-Keyboarder Sebastian Padotzke Songs schrieb.
Seit 2011 ist Hanreich Sänger der Band Stereolove, die er zusammen mit vier Mitgliedern der Band Reamonn gegründet hat.

## Benefizprojekte
Seit 2005 setzt er sich mit dem von Niels Stolberg initiierten Projekt HOME für thailändische Kinder ein, die seit der Tsunamikatastrophe (Seebeben im Indischen Ozean 2004) obdachlos sind. Vor Ort nahm er zusammen mit Kai Wingenfelder (Sänger von Fury in the Slaughterhouse), Astrid North (Sängerin der Cultured Pearls), Maya Saban (Sängerin), Stephan Eggert (Schlagzeuger von Selig), Henning Rümenapp (Gitarrist der Guano Apes), Stephan Gade (Bassist von The Land), Gunter Papperitz (Keyboarder von Soulounge) eine CD/DVD zur Unterstützung zweier „School for Life“-Projekte auf.
Thom. schrieb einen großen Teil der Songs auf CD HOME.
Zuvor hatte „thom.“ bereits zusammen mit Sasha, Reamonn, den Söhnen Mannheims, Orange Blue, Life Raft und Die Happy das Benefiz-Konzert „Künstler für Asien“ veranstaltet und so 172.000 Euro für die Flutopfer in Sri Lanka gesammelt.

## Diskografie

### Alben
- 2003: Gods & Monsters
- 2004: Istory
- 2004: Land of Plenty
- 2006: Home

### Singles
- 2003: This Is Not Berlin
- 2004: Principle of Joy
- 2004: Love Is Real
- 2006: No Place Like Home
- 2008: The One
- 2011: Beautiful Life